# 행원항
행원항은 제주특별자치도 제주시 구좌읍 행원리에 있는 어항이다. 2004년 9월 23일 어촌정주어항으로 지정되었다. 관리청은 제주시, 시설관리자는 제주시장이다.

## 어항 연혁
- 연등신 전설과 행원연대봉 전설을 참고한다면 600년 전 김해 김씨가 처음 정착했다고 한다. 선조년대(1595년)에 국토방위의 요지이며, 포구가 좋아서 등대를 설치 어등포라 불러오다가 약 120년 전 행원리로 개칭되었으며, 예로부터 해산물이 풍부해서 일본까지 교역이 이루어졌다.
- 1969년 9월 16일 행원 서방파제 등대가 점등되었다. 등질은 섬홍광 매3초 1섬광이다.[1]

## 어항 구역
- 수역: 85,451m2[2]

## 어항 시설
1993년 방파제 12m 축조를 시작으로 현재까지 방파제 317m, 선착장 137m, 물양장 42m가 축조되어 있다.

## 특색
- 행원항이 위치한 행원리는 굴곡있는 해안선과 현무암반이 발달된 바닷가에 자리잡은 마을로, 제주마을의 미로와 같은 돌담길을 간직해 농어촌의 정취를 느낄 수 있으며 강태공들이 즐겨찾는 천혜의 낚시명소로 손꼽히고 있다. 특히 최근에는 전국 최대 풍력발전단지, 스마트그리드 실증단지, 신재생에너지 홍보관 등이 들어서 미래지향적인 발전을 꾀하고 있다.[3]